# Mangifera reba
Mangifera reba är en sumakväxtart som beskrevs av Jean Baptiste Louis Pierre. Mangifera reba ingår i släktet Mangifera och familjen sumakväxter. Inga underarter finns listade i Catalogue of Life.